# 관계 (영화)
"관계"는 2014년에 개봉한 대한민국의 영화이다.

## 캐스팅
- 김경익 : 영웅 역
- 진혜경 : 수현 역
- 토모다 아야카 : 하루 역
- 유선영 : 미연 역
- 윤효식 : 바 손님 1 역
- 장태민 : 바 손님 2  역
- 이해나 : 간호사  역
- 허성태 : 환자 1 역
- 김동화 : 환자 2 역
- 지성 : 꿈속남 역
- 켄 카타야마 : 하루남 역
- 안주 키타가와 : 하루남 애인 역
- 임지영 (우정출연)
- 민송아 (특별출연)